# Latif Khamidi
Latif Abdoulkhaïouly Khamidi (tatar : Латыйф Габделхәй улы Хәмиди ; kazakh : Латиф Абдулхайұлы Хамиди ; russe : Латыф Абдулхаевич Хамиди), né le 17 juillet 1906 dans l'ouïezd de Sviiajsk (tt), gouvernement de Kazan, et décédé le 29 novembre 1983 à Alma-Ata, est un compositeur de musique de la République socialiste soviétique kazakhe.
Il a été récompensé de l'ordre du Drapeau rouge du Travail. Avec Moukan Toulebaev et Ievgueni Brusilovski il écrit l'hymne de la République socialiste soviétique kazakhe (1945-1992) et l'hymne national du Kazakhstan (1992-2006).

## Œuvres
- 1944 : Abaï, en collaboration avec Akhmet Zhubanov.